# Phyllachora arundinis
Phyllachora arundinis är en svampart som beskrevs av Sawada 1944. Phyllachora arundinis ingår i släktet Phyllachora och familjen Phyllachoraceae.   Inga underarter finns listade i Catalogue of Life.